# Christophe Laussucq
Pour les articles homonymes, voir Laussucq.

a Compétitions nationales et continentales officielles uniquement.

b Matchs officiels uniquement.
Christophe Laussucq, né le 20 mai 1973 à Bordeaux, est un joueur international français de rugby à XV, évoluant au poste de demi de mêlée, et reconverti au poste d'entraîneur.

## Biographie

### Carrière de joueur
Christophe Laussucq commence sa carrière à Mérignac en première division groupe B.
L'équipe, entraînée par Michel Couturas compte dans ses rangs des joueurs tels que Balie Swart, Philippe Berbizier, Bernard Lacombe, Laurent Seigne, Christophe Milhères, Serge Simon ou encore l'ouvreur canadien Gareth Rees mais ne parvient toutefois pas à rejoindre l'élite, non qualifié pour les phases finales en 1992 et en 1993 puis battu en huitième de finale par le Paris UC 24-14 en 1994.
Il rejoint alors Bernard Laporte, ancien demi de mêlée au Stade bordelais.
Bien que devant partager les matchs avec Gregory Sudre, c'est au contact de Laporte qu'il progresse vraiment.
Il n'hésite donc pas à descendre d'un échelon pour suivre son entraîneur au Stade français.
Pour sa première saison dans la capitale, il remporte le titre de champion de France de groupe B et rejoint d'abord le groupe A2 puis l'élite la saison suivante.
Le 15 octobre 1997, il est invité avec les Barbarians français pour jouer contre le Lansdowne RFC à Dublin. Les Baa-Baas s'imposent 31 à 24. Le 11 novembre 1997, il joue de nouveau avec les Barbarians français contre l'Afrique du Sud à Biarritz. Les Baa-Baas s'imposent 40 à 22.
En fin de saison, il est sacré champion de france avec le Stade français CASG.
Le 11 novembre 1998, il est capitaine des Barbarians français contre l'Argentine à Bourgoin-Jallieu. Les Baa-Baas s'imposent 38 à 30.
En fin de saison, il remporte la Coupe de France avec le Stade français CASG puis un deuxième titre de champion de France la saison suivante.

### Carrière d'entraîneur
Après sa retraite de joueur, il se reconvertit ensuite dans une carrière d'entraîneur. Après une première expérience en tant qu'entraîneur des avants au CA Brive, il est entraîneur des trois-quarts du Stade français de 2011 à 2013. En 2013, il signe au Stade montois pour être manager général et entraîneur des lignes arrière à la suite du départ de Stéphane Prosper. Son ancien coéquipier, David Auradou, avec qui il a entraîné le Stade français en 2012-2013, le rejoint en 2014 pour être son adjoint responsable des avants.
En 2018, il est choisi pour entraîner les Barbarians français, aux côtés de David Auradou, lors d'un match opposant le 31 mai les Baa-Baas à la Géorgie à Tbilissi. 
À partir de 2019, il est manager du SU Agen, club du Top 14. Le 1er novembre 2020, il est remercié après une série de sept défaites lors des sept premières journées de championnat et un revers 71 à 5 face à l'Union Bordeaux Bègles.
En 2022, il rejoint l'Union Bordeaux Bègles en tant que coordinateur sportif. Il n'intègre pas l'encadrement de l'équipe première mais occupe un rôle transversal au sein du club notamment pour faire le lien entre les professionnels et la formation.
En 2023, à la suite de l'arrivée de Yannick Bru comme nouveau manager de l'UBB, il en devient entraîneur de la défense.

## Statistiques

### En équipe nationale
- Premier match en sélection le 10 avril 1999 contre l'Écosse
- 4 sélections en équipe de France
- 1 essai
- 5 points
- Nombre de sélections par année : 1 en 1999, 3 en 2000.

### En tant qu'entraîneur
| Saison      | Club           | Division | Poste    | Classement                        | Coupe d'Europe   | Challenge européen         |
| ----------- | -------------- | -------- | -------- | --------------------------------- | ---------------- | -------------------------- |
| 2008 - 2009 | CA Brive       | Top 14   | Avants   | 6e                                | -                | Éliminé en quart-de-finale |
| 2009 - 2010 | CA Brive       | Top 14   | Avants   | 9e                                | Éliminé en poule | -                          |
| 2011 - 2012 | Stade français | Top 14   | Arrières | 7e                                | -                | Éliminé en demi-finale     |
| 2012 - 2013 | Stade français | Top 14   | Arrières | 10e                               | -                | Défaite en finale          |
| 2013 - 2014 | Stade montois  | Pro D2   | Manager  | 7e                                | -                | -                          |
| 2014 - 2015 | Stade montois  | Pro D2   | Manager  | 2e, éliminé en finale d'accession | -                | -                          |
| 2015 - 2016 | Stade montois  | Pro D2   | Manager  | 4e, éliminé en demi-finale        | -                | -                          |
| 2016 - 2017 | Stade montois  | Pro D2   | Manager  | 4e, éliminé en demi-finale        | -                | -                          |
| 2017 - 2018 | Stade montois  | Pro D2   | Manager  | 4e, éliminé en demi-finale        | -                | -                          |
| 2018 - 2019 | Stade montois  | Pro D2   | Manager  | 5e, éliminé en barrage            | -                | -                          |
| 2019 - 2020 | SU Agen        | Top 14   | Manager  | 13e (arrêt du championnat)        | -                | Éliminé en poule           |

## Famille
Son grand-père, Gilbert Laussucq, a fait les beaux jours du Stade montois dans les années 1950, jouant notamment une finale du Championnat en 1953.